# オオミゾガイ
オオミゾガイ（大溝貝、学名:Siliqua alta）はユキノアシタガイ科ミゾガイ属の二枚貝である。 学名は1829年にブロダリップとサワビーによって命名された。